# Phare d'Ambrose
Pour les articles homonymes, voir Ambrose.
Le phare d'Ambrose, ou tour d'Ambrose, marque le point de convergence de plusieurs routes maritimes à la sortie de la baie de New York :
- au nord, le canal d'Ambrose qui permet d'accéder à New York,
- à l'est, la route Nantucket - Ambrose qui relie New York à Boston,
- à l'est, la route Hudson Canyon - Ambrose
- au sud, la route Barnegat - Ambrose

La tour d'Ambrose est maintenue par le National Data Buoy Center sous la référence ALSN6. Elle est située par 40,46° N 73,83° W, et émet 1 éclat blanc toutes les 5 secondes.
Le phare d'Ambrose sert de marque de départ pour les records de traversée de l'Atlantique Nord d'ouest en est.

## Histoire

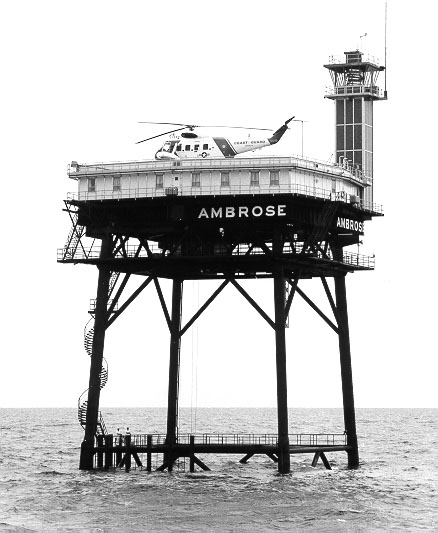
L'ancien phare d'Ambrose

Une première tour a été construite en 1967 en remplacement du bateau-phare Ambrose qui existait depuis 1823. Cette tour était du type plateforme texane (Texas Tower) pouvant accueillir un hélicoptère, et située 7,5 milles au large de Sandy Hook dans le New Jersey. En octobre 1996, cette tour a été gravement endommagée par le pétrolier grec Aegeo.
En 1999, cette tour a été remplacée par une structure plus légère de 76 pieds de haut (23 m), 1,5 mille plus à l'est.
Cette nouvelle tour est finalement démantelée en septembre 2008 après avoir subi plusieurs collisions et remplacée par des bouées lumineuses.

## Lien connexe
- Liste des phares de l'État de New York